# Aegista intonsa
Aegista intonsa é uma espécie de gastrópode  da família Bradybaenidae.
É endémica do Japão.